# Люмен
Лю́мен (лм, англ. lm) — одиниця вимірювання світлового потоку в системі SI.
Один люмен відповідає світловому потоку, що випромінюється в тілесному куті величиною в один стерадіан ізотропним точковим джерелом із силою світла одна кандела.
1 лм = 1 кд × ср
Повний світловий потік, створюваний ізотропним джерелом із силою світла одна кандела, становить {\displaystyle 4\pi } люменів.

## Світловий потік типових джерел
| Тип                                               | Світловий потік (лм) | лм/ват      |
| ------------------------------------------------- | -------------------- | ----------- |
| Лампа розжарювання 40 Вт                          | 415—460              | 10          |
| Лампа розжарювання 60 Вт                          | 790—830              | 13          |
| Лампа розжарювання 100 Вт                         | 1550—1630            | 15          |
| Лампа розжарювання 200 Вт                         | 2860—2960            | 15          |
| Газорозрядна лампа 35 Вт («автомобільний ксенон») | 3000—3400            | 93          |
| Світлодіод 5 Вт                                   | 460—493              | 92 (до 139) |
| Світлодіод 10 Вт                                  | близько 700          | 70          |
| Світлодіод 3-10 Вт                                | близько 280—910      | 125-91      |
| Люмінесцентна лампа 40 Вт                         | 2480                 | 62          |
| Люмінесцентна лампа (840) 36 Вт                   | 3350                 | 93          |
| Сонце                                             | 3,8× 1028            | 99          |

## Кратні та дольні одиниці
Десяткові кратні та дольні одиниці утворюються за допомогою стандартних префіксів SI.

## Фотометричні одиниці
| Фотометричні одиниці SI | Фотометричні одиниці SI | Фотометричні одиниці SI               | Фотометричні одиниці SI | Фотометричні одиниці SI | Фотометричні одиниці SI                                                                                            |
| Величина                | Позначення              | Формула                               | Одиниця SI              | Скорочення              | Примітка |
| ----------------------- | ----------------------- | ------------------------------------- | ----------------------- | ----------------------- | --- |
| Світлова енергія        | Qv                      | Q= Ф*t, t-час                         | люмен-секунда           | лм·с                    | Іноді цю одиницю називають тальботом                                                                               |
| Світловий потік         | Ф                       | Ф= I*4п                               | люмен = кд·ср           | лм                      | - |
| Сила світла             | Iv                      | I= Ф/4п                               | кандела=лм/ср           | кд                      | - |
| Яскравість              | B                       | B=I/A, А-площа поверхні, що світиться |                         | кд/м2                   | - |
| Освітленість            | Ev                      | Е=Ф/А                                 | люкс = лм/м2            | лк                      | Використовується щодо світла, яке падає на поверхню                                                                |
| Світність               | Mv                      | M=Ф/А                                 | люкс = лм/м2            | лк                      | Використовується щодо світла, яке випромінюється поверхнею                                                         |
| Світловий вихід         | -                       | -                                     |                         | лм/Вт                   | Відношення світлового потоку до густини потоку електромагнітного випромінювання, максимальне значення дорівнює 683 |
| Світлова експозиція     | Н                       | Н= Et= Q/A= ∫E dt                     | люкс/секунда            | лк/с                    | - |
| Світлова віддача        | К                       | -                                     | люмен/ват               | лм/вт                   | - |